# La Banda
La Banda ist die Hauptstadt des gleichnamigen Departamento Banda in der Provinz Santiago del Estero im Nordwesten Argentiniens. Die Stadt liegt acht Kilometer von der Provinzhauptstadt Santiago del Estero entfernt, nur getrennt durch den Lauf des Río Dulce. Zwei Brücken verbinden die beiden Städte, die zusammen ein Agglomerat bilden. Mit seinen 106.000 Einwohnern ist La Banda die zweitgrößte Stadt der Provinz.

## Verkehrsanbindung
La Banda ist an die Eisenbahnstrecke Ferrocarril General Mitre angeschlossen, die einmal wöchentlich nach San Miguel de Tucumán und Buenos Aires fährt.
Die Stadtzugänge per Straße:
- Westen 1: Die Hauptzufahrtsstraße zur Stadt über die Puente Carretero auf der Ruta Nacional 64. Auch der Fernverkehr aus Jujuy, Salta und Tucumán über die Ruta Nacional 9 und aus Catamarca über die Ruta Nacional 64 verbinden sich zur Ruta Nacional 34 für den Verkehr nach Rosario und Buenos Aires.
- Westen 2: Die gebührenpflichtige Puente Nuevo an der Autopista Santiago - La Banda nimmt den Verkehr der Ruta Nacional 9 und Ruta Nacional 64 auf.
- Süden: Ruta Nacional 34 (Verbindungsstraße in den Süden des Landes)
- Osten: Ruta Provincial 5 (Verbindungsstraße in die Departamentos Figueroa und Alberdi)
- Nordosten: Ruta Provincial 11 (Verbindungsstraße nach Clodomira, La Aurora, Las Delicias)
- Nordwesten: Ruta Provincial 8 (Verbindungsstraße nach Los Quiroga, Los Acosta, Chaupi Pozo, Ardiles)
- Südwesten: Ruta Provincial 1 (Verbindungsstraße nach La Bajada, Los Romanos, Los Pereyra, Brea Pozo)

## Geschichte
16. September 1912: La Banda bekommt die Stadtrechte verliehen.

## Persönlichkeiten
- Peteco Carabajal (* 1956), Musiker und Komponist
- René Houseman (1953–2018), Fußballspieler
- Carlos Arturo Juárez (1916–2010), Politiker und Caudillo, Gobernador von Santiago del Estero
- Rubén Marino Navarro (1933–2003), Fußballspieler